# شومي أوكاوا
شومي أوكاوا (باليابانية:大川 周明)، مترجم وكاتب ياباني مناصر للقومية اليابانية والوحدة الأسيوية وباحث بالدراسات الإسلامية ولد في 6 ديسمبر 1886م، وتوفي في طوكيو بتاريخ 24 ديسمبر 1957م، واشتهر بترجمة القرآن الكريم إلى اللغة اليابانية. في فترة ما قبل الحرب، كان معروفا بمؤلفاته عن الفلسفة الهندية، وفلسفة الدين، والتاريخ الياباني، والاستعمار. وكثيرا ما يطلق عليه كاتب "يميني"، على الرغم من أنه وصف نفسه بأنه معاد للرأسمالية ورفض تسميته «يميني».
بعد سنوات من دراسة الفلسفات الأجنبية، أصبح مقتنعا بشكل متزايد بأن حل المشاكل الاجتماعية والسياسية الملحة في اليابان يكمن في التحالف مع حركات الاستقلال الآسيوية، وإحياء الفلسفة اليابانية فيما قبل الحداثة، وتجديد التركيز على مبادئ كوكوتاي.

## حياته

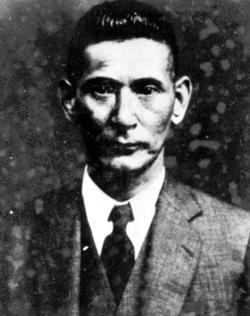
أوكاوا في شبابه

ولد أوكاوا في ساكاتا، ياماغاتا، باليابان في عام 1886. تخرج من جامعة طوكيو في عام 1911، حيث درس الأدب الفيدي والفلسفة الهندية الكلاسيكية. بعد التخرج، عمل أوكاوا للجيش الياباني الإمبراطوري بالقيام بأعمال الترجمة. كان لديه معرفة جيدة بالألمانية والفرنسية والإنجليزية والسنسكريتية وبالي.

## محاكمة

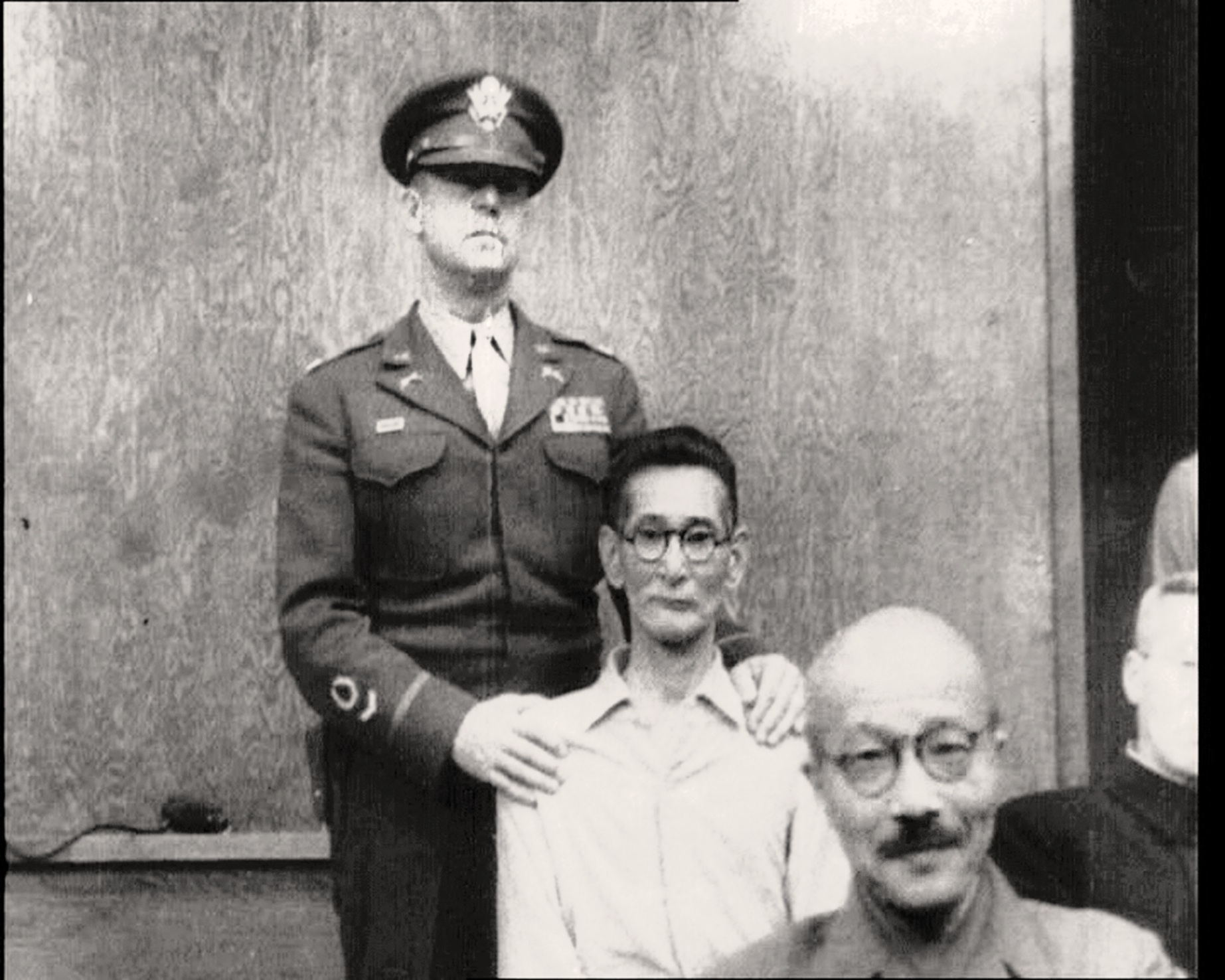
أوكاوا في المحكمة

بعد الحرب العالمية الثانية، أدانه الحلفاء وحاكموه كمجرم حرب من الدرجة الأولي في محكمة قوات التحالف باليابان ومن بين الثمانية والعشرين شخصا المتهمين بهذه التهمة، كان هو الوحيد الذي لم يكن ضابطا عسكريا أو مسؤولا حكوميا. ووصفه الحلفاء للصحافة بانه «غوبلز اليابان» وادعى انه تحريك طويلا لحرب بين اليابان والغرب. وفي جلسات الاستماع التمهيدية، قال أوكاوا إنه فقط ترجم وعلق على فلسفة فلاديمير سولوفيوف الجيوسياسية في عام 1924، وأن مبدأ الوحدة الآسيوية لا يؤيد الحرب.
خلال المحاكمة، تصرف بشكل غير طبيعي حيث خلع بدلة السجن وجلس حافي القدمين وضرب رأس رئيس الوزراء السابق هيديكي توجو الصلعاء بينما يصيح بكلمة "Inder! Kommen Sie!" وهي بالألمانية تعني «هيا يا هندي!» واستمر بمثل هذه الأفعال حتي سمعوه يقول "This is act one of the comedy!" يعني بالإنجليزية «هذه الحدث شيء كوميدي/هزلي»، وقام الطبيب النفسي في الجيش الأمريكي دانيال جاف بفحصه وأفاد بأنه لا يمكن محاكمته. ولذلك، خلص القاضي الذي يرأس الجلسة السير ويليام ويب (رئيس محكمة طوكيو) إلى أنه مريض عقليا وسقطت القضية ضده. (من بين المتهمين المتبقين، تم شنق سبعة منهم والباقون سجنوا).
منذ بداية المحكمة، كان أوكاوا يقول إن المحكمة مهزلة ولا تستحق حتى أن تسمى محكمة قانونية. [بحاجة لمصدر] ولذلك، لا يزال بعض الناس يعتقدون أنه كان يتظاهر بالجنون.

## أشهر مؤلفاته
- بعض القضايا في آسيا الناشئة (復興 亜 細 亜 の 諸 諸 問題)، 1922
- دراسة للروح اليابانية (日本 精神 研究)، 1924
- دراسة لشركات الاستعمار المستأجرة، (1927)
- التاريخ الوطني (国史 読 本)، 1931
- 2600 سنة من التاريخ الياباني (日本 二千 六 百年 史)، 1939
- تاريخ العدوان الأنجلو أمريكان في شرق آسيا (米 英 東 亜 侵略 侵略 史)، 1941 
  - أفضل المبيعات في اليابان خلال الحرب العالمية الثانية
- مقدمة عن الإسلام (回教 概論)، 1942
- القرآن (ترجمة يابانية)، 1950

## وصلات خارجية
- شومي أوكاوا على موقع الموسوعة البريطانية (الإنجليزية)

- Takeuchi Yoshimi: "Profile of Asian Minded Man x: Okawa Shumei"
- Prof Dr. Selçuk Esenbel, Dozentin an der Bosporus-Universität: "Japan's Global Claim to Asia and the World of Islam: Transnational Nationalism and World Power, 1900–1945"
- Ōkawa hitting Tojo نسخة محفوظة 11 أبريل 2022 على موقع واي باك مشين.